# Melitta (род)

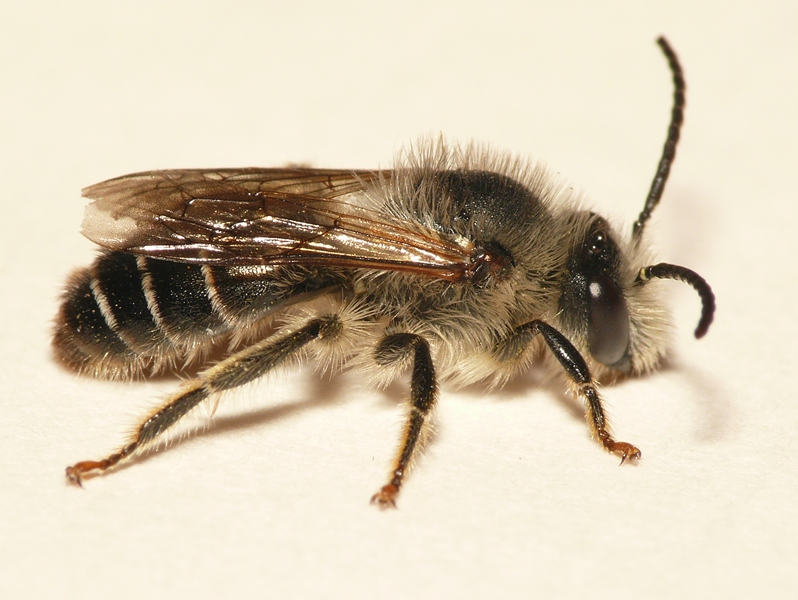
Melitta leporina, самец

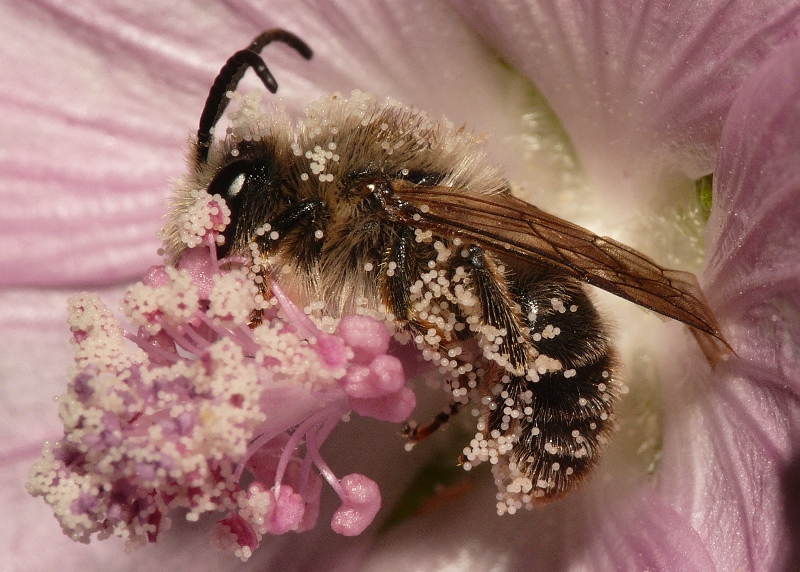
Melitta haemorrhoidalis, самец

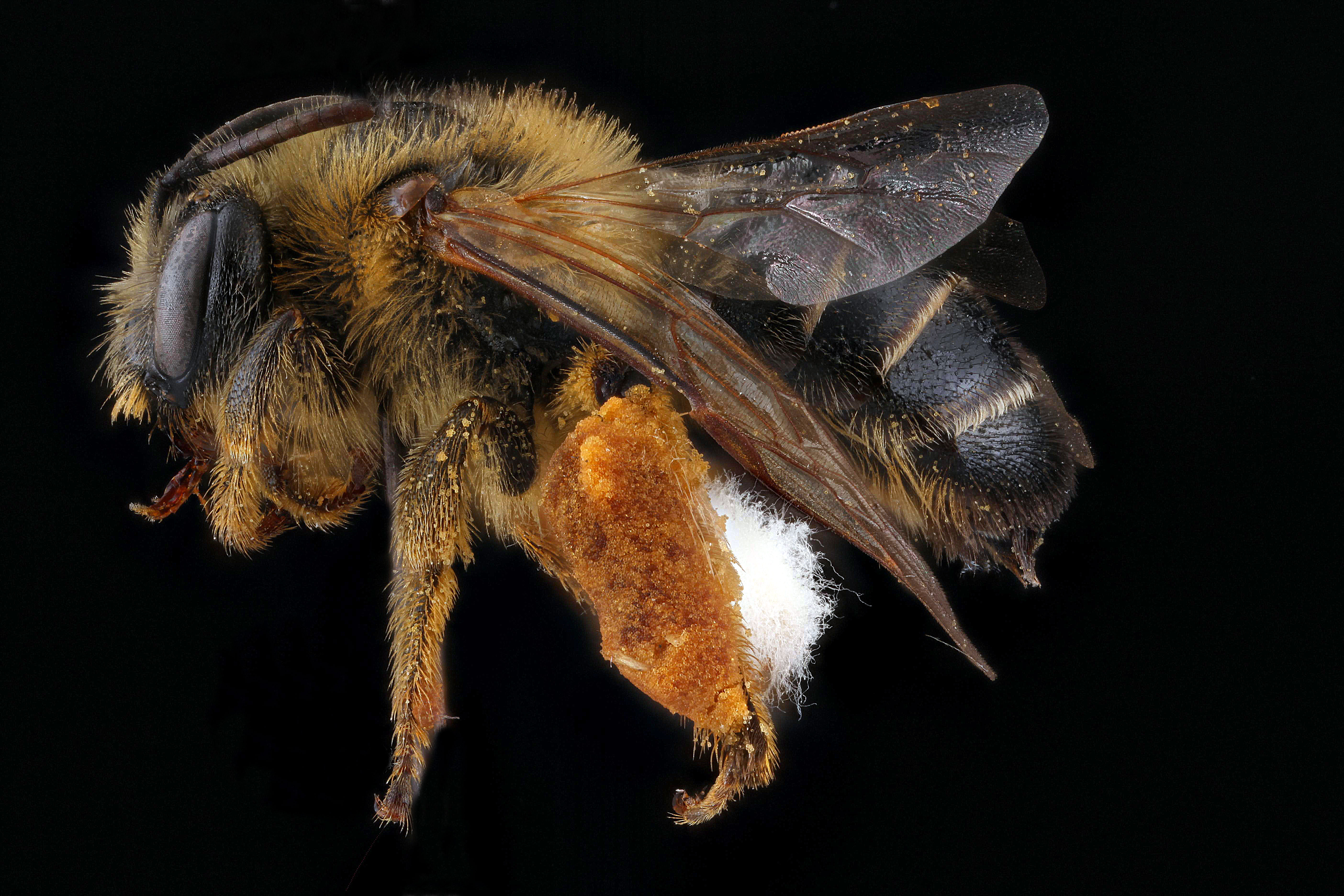
Melitta eickworti, самка

Melitta (лат.) — род длинноногих пчёл подсемейства Melittinae из семейства Melittidae. Около 50 видов.

## Распространение
Палеарктика (44) и Неарктика (4), а также на юге и востоке Африки. Большинство видов встречается в Палеарктике. Существует пять центров биоразнообразия: Средиземноморье (включая Испанию, Турцию и страны Магриба), Гималаи, Китай (в основном южные и северные районы), Северная Америка (Калифорния и Восточное побережье) и юг Африки.[2].

## Описание
Среднего размера пчёлы, длиной от 8 до 15 мм. Они обычно олиголектичны, с узкими предпочтениями растений-хозяев. Они похожи на пчел рода Andrena, хотя имеют радикально отличающиеся ротовые органы и корзиночку-скопу, ограниченную задними голенями и базитарзусом. Мелитты играют важнейшую роль в качестве опылителей, и их охрана осуществляется в рамках политики в отношении опылителей, основанной на Стратегии ЕС по сохранению биоразнообразия 2030 (EU Biodiversity Strategy 2030).
Вторая радиомедиальная ячейка переднего крыла меньше третьей. У самок развито пигидиальное поле, а задние ноги в густом опушении для сбора пыльцы. Гнездятся в земле.

## Классификация
Около 50 видов
- Melitta aegyptiaca (Radoszkowski, 1891).

- Melitta albida Cockerell, 1935
- Melitta americana (Smith, 1853)
- Melitta arrogans (Smith, 1879)
- Melitta barbarae Eardley, 2006
- Melitta bicollaris Warncke, 1973
- Melitta budashkini Radchenko & Ivanov, 2012
- Melitta budensis (Mocsáry, 1878)
- Melitta californica Viereck, 1909
- Melitta cameroni (Cockerell, 1910)
- Melitta changmuensis Wu, 1988
- Melitta danae Eardley, 2006
- Melitta dimidiata Morawitz, 1876
- Melitta eickworti Snelling & Stage, 1995
- Melitta engeli Michez, 2012[3]
- Melitta ezoana Yasumatsu & Hirashima, 1956
- Melitta fulvescenta Wu, 2000
- Melitta guichardi Michez, 2007
- Melitta haemorrhoidalis (Fabricius, 1775)
- Melitta harrietae (Bingham, 1897)
- Melitta heilungkiangensis Wu, 1978
- Melitta hispanica Friese 1900
- Melitta iberica Warncke, 1973
- Melitta japonica Yasumatsu & Hirashima, 1956
- Melitta kastiliensis Warncke, 1973
- Melitta katherinae Eardley, 2006
- Melitta latronis Cockerell, 1924
- Melitta leporina (Panzer, 1799)
- Melitta magnifica Michez, 2012[3]
- Melitta maura (Pérez, 1896)
- Melitta melanura (Nylander, 1852)
- Melitta melittoides (Viereck, 1909)
- Melitta mongolica Wu, 1978
- Melitta montana Wu, 1992
- Melitta murciana Warncke, 1973
- Melitta nigrabdominalis Wu, 1988
- Melitta nigricans Alfken, 1905
- Melitta piersbakeri Engel, 2005
- Melitta rasmonti Michez, 2007
- Melitta schmiedeknechti Friese, 1898
- Melitta schultzei Friese, 1909
- Melitta seitzi Alfken 1927
- Melitta sibirica (Morawitz, 1888)
- Melitta singular Michez, 2012[3]
- Melitta tomentosa Friese, 1900
- Melitta tricincta Kirby, 1802
- Melitta udmurtica Sitdikov 1986
- Melitta whiteheadi Eardley, 2006